# Naoki Ishikawa
Naoki Ishikawa (石川 直樹?, Ishikawa Naoki; Kashiwa, 13 settembre 1985) è un ex calciatore giapponese, di ruolo difensore.